# 황성웅 (1994년)
황성웅(1994년 5월 5일 ~ )는 대한민국의 배우이다.

## 학력
- University of Santo Tomas 정치외교학
- 서울액션스쿨 23기

## 출연작

### 영화
- 노량 - 데라자와 부장

### 드라마
- 스위트홈2 - 위병군인
- 모범택시2  - 가드3
- 꽃선비 열애사 - 육인회1
- 마이네임 - 마수대

## 참고 문헌
1. 황성웅-네이버인물정보